# 韩鲁佳
韩鲁佳，山东人，生物质工程专家，中国农业大学工学院院长、教授。入选中华人民共和国教育部2007年度"长江学者"特聘教授，曾就读于北京农业工程大学水利与土木工程学院。